# یولی یاکاب
یولی یاکاب (مجاری: Jakab Juli؛ زادهٔ ۱۹۸۸ میلادی) فیلم‌نامه‌نویس و بازیگر اهل مجارستان است.
او در دبیرستان اقتصاد آلترناتیو اوبودا دیپلم گرفت و بین سال‌های ۲۰۰۷ تا ۲۰۱۲ در رشته فیلم‌نامه‌نویسی در دانشگاه تئاتر و هنرهای سینمایی تحصیل کرد. نخستین نقش‌آفرینی‌اش، که هم‌زمان نخستین تجربه فیلم‌نامه‌نویسی‌اش نیز محسوب می‌شود، در فیلم اپیزودیک بوداپست برای من (Nekem Budapest) بود. وی در سال ۲۰۱۸ نقش اصلی فیلم غروب به کارگردانی لاسلو نمش را ایفا کرد.

## گزیدهٔ فیلم‌شناسی
- پسر شائول (۲۰۱۵)، در نقش اِلا
- غروب، (۲۰۱۸) در نقش ایریس لِیتِر